# Cladonia humilis
Cladonia humilis är en lavart som först beskrevs av William Withering, och fick sitt nu gällande namn av J. R. Laundon. Cladonia humilis ingår i släktet Cladonia och familjen Cladoniaceae.  Utöver nominatformen finns också underarten bourgeanica.
I den svenska databasen Dyntaxa används istället namnet Cladonia conista för samma taxon.  Arten är reproducerande i Sverige.